# Ухсай, Яков Гаврилович
Я́ков Гаври́лович Ухса́й (чув. Яккӑв Кавӗрле ывӑлӗ Ухсай; 1911—1986) — советский чувашский поэт и писатель, драматург, переводчик, публицист, член Союза писателей СССР (1938). Народный поэт Чувашской АССР (1950). Член ВКП(б) с 1943 года.

## Биография

### Происхождение
Родился 13 (26) ноября 1911 год в селе Слакбаш (ныне Белебеевский район Республики Башкортостан) в бедной крестьянской семье. Ухсай приходится троюродным братом классику и зачинателю чувашской поэзии Константину Иванову, создателю знаменитой поэмы «Нарспи».
Первоначальное образование получил в Бижбулякской школе крестьянской молодежи, затем, в 1930—1933 годах, учился на литературном факультете МГУ имени М. В. Ломоносова. Работал корреспондентом московской газеты «Коммунар», выходившей на чувашском языке.

### Творческая деятельность
Литературный дебют Якова Ухсая состоялся в 7-м номере журнала «Сунтал» за 1929 год. Там было напечатано его стихотворение «Полюбил я родную степь…» (чув. Юратрăм эп тăван хире…).
В 1934—1936 годах попеременно жил то в Башкирии, то в Чебоксарах и помимо собственного творчества занимался поисками неизвестных работ Константина Иванова. В декабре 1936 года Ухсай решил обосноваться в Чебоксарах.
Молодой Ухсай делал довольно резкие и высказывания: обвинял чувашского просветителя Ивана Яковлева в преждевременной смерти Константина Иванова; утверждал, что исследователь чувашского языка Николай Ашмарин смотрел на чувашское песенное творчество глазами «кулаков и попов». Впоследствии Ухсай считал, что такое отношение было ошибочным.
В 1937 году Ухсая в журнале «Сунтал» стали обвинять в том, что он связан с «врагами народами». Он вместе с П. Хузангаем, А. Талвиром и К. Чулгасем был публично причислен к «охвостью» чувашского националиста Дмитрия Петрова-Юмана.
В сентябре Ухсай переехал в село Батырево. Однако уже через месяц поэт, опасаясь репрессий, решил покинуть поселок. Но попутный грузовик, на который он сел, под Цивильском попал в аварию, и израненный Ухсай оказался в больнице. Прожив декабрь 1937 года в Алатыре, поэт отправился в Подмосковье.
В начале 1938 года критика Ухсая прекратилась и его вновь стали печатать. Однако Ухсай не стал долго задерживаться в Чебоксарах и переехал в Ульяновск, где устроился в педагогическое училище преподавателем чувашского языка. В училище он познакомился со своей будущей женой Марией Дмитриевной Мухиной. В 1939 году Ухсай женился на Марии Мухиной и возвратился в Чувашию. Сперва он работал учителем в селе Тюрлема Козловского района, а в 1940 году окончательно обосновался в Чебоксарах.
С началом Великой Отечественной войны Ухсай стал курсантом учебного батальона, а затем был призван в 141 стрелковую дивизия, которая формировалась на территории Чувашской АССР — в Алатыре. На фронте с июля 1942 года.
Сперва Ухсай был рядовым, затем стал сотрудником дивизионной газеты и военным корреспондентом армейской печати (газета «На штурм» 31 танкового корпуса).
В 1943 году Ухсай вступил в ВКП(б).
В составе РККА Ухсай прошёл путь от Воронежской области до Праги. В июне 1946 года демобилизовался в звании капитана.
В 1946—1948 годах Ухсай работал редактором альманаха «Таван Атал». В 1948 году стал профессиональный литератором. В 1950 году Ухсаю было присвоено звание народного поэта Чувашской АССР.
Поскольку Ухсай являлся человеком резким и своевольным, то у него были конфликтные взаимоотношения с коллегами по перу и с литературным начальством. Так в 1957 году, в бытность Алексея Талвира председателем Союза писателей Чувашской АССР, Ухсаю угрожали исключением из коммунистической партии.
25 сентября 1969 года в деревне Карачево Козловского района в результате несчастного случая — падения металлических листов — погибла жена Ухсая — Мария Дмитриевна. Сестра погибшей и недоброжелатели из литературной среды попытались обвинить Ухсая в убийстве жены. Обвинения в отношении Ухсая были прекращены благодаря заступничеству Семёна Ислюкова, председателя Верховного Совета Чувашской АССР, и Ильи Прокопьева, секретаря обкома по идеологии.
Помимо литературной деятельности, Ухсай вёл активную природоохранную работу. На страницах республиканской печати он неоднократно поднимал вопросы защиты лесов от бездумных вырубок, сохранения рек и озёр, а также борьбы с оврагами. Работая над вопросами экологии Ухсай подружился с Аркадием Айдаком, председателем крупного колхоза «Ленинская искра» из Ядринского района, который сумел наладить эффективную борьбу с эрозией почв.
Скончался 7 июля 1986 года в городе Чебоксары.

## Семья
- Был женат на чувашской писательнице Марии Ухсай (1908—1969).
- Дети:
  - сын Яков (р. 1940), умер в младенчестве;
  - дочери Ольга (р. 1948) и Елена (р. 1951)

## Основные произведения
- Поэма «Золотая книга народа» (чув. Халăхăн ылтăн кĕнеки) (1937 г.). В духе своего времени воспевается сталинская Конституция 1936 года.
- Трагедия «Тудимер» (чув. Тутимĕр) (1940 г.). О событиях в чувашской деревне в Башкирии во время пугачёвского восстания.
- Трагедия «Черная судьбина» (чув. Хура элчел) (1941 г.). О взаимоотношениях классика чувашской поэзии Константина Иванова и выдающегося чувашского просветителя Ивана Яковлева. Критика упрекала Ухсая в том, что он выстроил конфликт произведения на противопоставлении Иванова и Яковлева и выставил Яковлева «этаким злым гонителем чувашских талантов, охранителем русского православия»[21].
- Поэма «Дед Кельбук» чув. Кĕлпук мучи (1950 г.). Самое знаменитое произведения Якова Ухсая. Рассказывается история чувашского крестьянина Кельбука, дожившего до девяноста лет. Родившись при царизме Кельбук испытал весь гнет тогдашних порядков, был отправлен на каторгу за убийство сборщика налогов, увидел бесчинства белогвардейцев во время Гражданской войны и дожил до победы колхозного строя в деревне и победы Красной Армии над фашистской Германией.
  - Сперва «Кельбук» был встречен чувашской критикой достаточно прохладно. Так Илья Тукташ упрекал Ухсая в том, что тот, хотя и показал дикий нрав сельских мироедов, но не осветил борьбу народных масс против нарождавшегося капитализма, а вместо этого выставил на передний план «анекдотические отрывки» из жизни Кельбука[22]. Отдельно Тукташ заявил, что Кельбук крепко держится за старые традиции, самолюбив, ненасытен в еде, и подытоживая написал, что «такая обжорская поэзия в наши дни не нужна»[23].
  - Однако в противовес чувашской критике, всесоюзное литературное начальство оценило «Кельбука» высоко. Александр Фадеев в 1955 году заявил, что поэма Ухсая является «одним из наиболее интересных и значительных явлений последних лет»[24]. Со временем «Дед Кельбук» стал классическим произведением чувашской поэзии[25].
- Роман в стихах «Перевал» (чув. Ту урлă çул) (1952 г.). Посвящен событиям коллективизации в чувашской деревне. В центре сюжета — крестьянин-середняк Калля. «Перевал» получил положительную оценку от Самеда Вургуна[26].
- Поэма «Земля» (чув. Çĕр) (1960 г.). Рассказывается о чувашских крестьянах, бежавших в 18 веке от гнёта царских властей в Башкирию[27].
- Трагедия «Раб дьявола» (чув. Шуйттан чури) (1967 г.). Написана по мотивам незавершенного произведения Константина Иванова с таким же названием. Два брата — Юнтиер и Ястрен — мародерствуют на войне. Юнтиер ради богатства продаёт душу дьяволу и по его же наущению убивает Ястрена. Пирĕшти (девушка-ангел) пытается образумить Юнтиера, но безуспешно[28].
  - В трагедии ярко использованы персонажи чувашской мифологии, особенно злые духи. По признанию Ухсая, критики его даже упрекали в том, что он в «советское атеистическое время» занимается «чертовщиной»[29].
- «Звезда моего детства» (чув. Ача чухнехи çăлтăрăм) (1971 г.). Автобиографическая поэма о детских годах самого Ухсая.

## Награды и премии
- Заслуженный деятель искусств Чувашской АССР (1945)
- Народный поэт Чувашской АССР (13 ноябрь 1950)
- Государственная премия Чувашской АССР им. К. В. Иванова (1971)
- Государственная премия РСФСР имени М. Горького (1972) — за поэтическую трилогию «Звезда моего детства»
- орден Ленина (ноябрь 1981)
- орден Октябрьской революции (ноябрь 1971)
- орден Трудового Красного Знамени (декабрь 1961)
- орден Отечественной войны II степени (7 октябрь 1944)
- орден Отечественной войны I степени (22 январь 1944)
- орден «Знак Почёта»
- орден Красной Звезды (май 1942)
- медаль «За победу над Германией в Великой Отечественной войне 1941—1945 гг.» (1945).

## Отзывы о творчестве
«Очень богато представлены звериные метафоры у чувашского поэта Якова Ухсая. Мне как-то дали для рецензирования его большую поэму „Перевал“, и я нашел там чудеса в этой области. Солнце, говорит он, на закате так близко от земли, что даже заяц может достать до него прыжком! Корову он сравнивает с ладьёй, бегущую лошадь, видимую вознице, — с ручьем, картофель у него похож на бараньи лбы, рожки ягнят — восковые, рога барана — как колеса… И, наконец, ботинки франта кажутся ему желтыми утятами!» (Юрий Олеша, «Ни дня без строчки»).

## Память

Мемориальная доска Я. Ухсаю в г. Чебоксары

- Его имя занесено в Почётную Книгу Трудовой Славы и Героизма Чувашской АССР (1984).
- Имя Я. Ухсая носит улица в г. Чебоксары.
- Дворец культуры имени Якова Ухсая (Чебоксары).
- В селе Слакбаш открыт музей Якова Ухсая.
- Мемориальная доска на доме № 14 по проспекту Ленина г. Чебоксары (июль, 1989).
- Памятник Я. Г. Ухсаю в с. Слакбаш Республики Башкортостан (скульптор С. Кадикин) (ноябрь, 1996)
- Скверу по Президентскому бульвару г. Чебоксары присвоено имя Я. Ухсая (2011).